# 23. мај
23. мај (23.5.) је 143. дан године по грегоријанском календару (144. у преступној години). До краја године има још 222 дана.

## Догађаји
- 1430 — Јованка Орлеанка заробљена и предата Енглезима, који су је потом извели на црквени суд и 1431. осудили на смрт и спалили на ломачи.
- 1498 — На ломачи спаљен италијански доминикански калуђер Ђироламо Савонарола, политички и верски реформатор у Фиренци.
- 1514 — У Мађарској почела сељачка буна под вођством племића Ђерђа Доже. Четири месеца касније устанак угушен, Дожа убијен.
- 1526 — Папа Климент VII приступио Светој лиги Француске, Венеције и Милана против римско-немачког цара Карла V.
- 1533 — Кентерберијски надбискуп Томас Кренмер објавио да је поништен брак краља Хенрија VIII с Катарином Арагонском и да је његово венчање са Аном Болен легално.
- 1618 — Чешки протестанти су избацили кроз прозор Прашке градске већнице намеснике хабзбуршког цара Фердинанда II.
- 1706 — Битка код Рамија током Рата за шпанско наслеђе.
- 1915 — Италија објавила рат Аустроугарској, напуштајући неутралност у Првом светском рату.
- 1920 — Основана Комунистичка партија Индонезије, прва таква политичка организација у Азији.
- 1934 — У Луизијани у окршају с полицијом убијени су Бони Паркер и Клајд Бароу.
- 1939 — Парламент Велике Британије усвојио план о стварању независне палестинске државе до 1949, а у којој би заједно живели Арапи и Јевреји.
- 1945 — Немачки нацистички лидер и шеф СС-а Хајнрих Химлер извршио самоубиство дан пошто су га Британци заробили. Ухапшен Хитлеров наследник, адмирал Карл Дениц.
- 1949 — Основана Савезна Република Немачка, с Боном као главним градом.
- 1967 — Египат је затворио Тирански теснац и блокирао луку Еилат на северном крају Акапског залива за израелске бродове.
- 1971 — У земљотресу који је разорио град Бингол у источној Турској погинуло најмање 1.000 људи.
- 1977 — Отворен Музеј афричке уметности (Београд)
- 1994 — Кандидат демохришћана Роман Херцог постао председник Немачке.
- 1997 — Председничке изборе у Ирану добио предводник умерене политичке струје Мохамад Хатами.
- 1999 — Кандидат Социјалдемократске партије Јоханес Рау изабран за председника Немачке.
  - Авиони НАТО „графитним“ бомбама изазвали нестанак струје у готово целој Србији.
- 2002 — У таласу врућина у Индији умрло 1.030 људи, највише у јужној држави Андра Прадеш. Температура достигла рекордних 51 °C.
- 2007 — Оливер Дулић из Демократске странке изабран за председника Народне скупштине Србије.
- 2008 — У Бразилији је, договором 12 држава Јужне Америке, успостављена Унија јужноамеричких нација.
- 2024 — Генерална скупштина Уједињених нација усвојила је резолуцију 78/282 о геноциду у Сребреници (са 84 гласова за, 19 против, 68 уздржаних, а 22 није гласало), којом је установљен Међународни дан промишљања и сећања на геноцид у Сребреници 1995.[1]

## Рођења
- 1707 — Карл фон Лине, шведски ботаничар, зоолог и лекар. (прем. 1778)[2]
- 1848 — Ото Лилијентал, немачки инжењер и проналазач, један од пионира ваздухопловства. (прем. 1896)[3]
- 1890 — Херберт Маршал, енглески глумац. (прем. 1966)[4]
- 1908 — Џон Бардин, амерички физичар, двоструки добитник Нобелове награде за физику (1956, 1972). (прем. 1991)[5]
- 1926 — Зоран Глушчевић, српски књижевник, преводилац, књижевни и ликовни критичар и есејиста.. (прем. 2011)[6]
- 1933 — Миодраг Вартабедијан, српски дизајнер и графичар. (прем. 2009)[7]
- 1933 — Џоун Колинс, енглеска глумица и списатељица.[8]
- 1941 — Јован Аћин, српски редитељ и сценариста. (прем. 1991)[9]
- 1941 — Дејан Патаковић, српски новинар, карикатуриста и хумориста. (прем. 2019)[10]
- 1942 — Милутин Мркоњић, српски политичар и грађевински инжењер. (прем. 2021)
- 1944 — Џон Њуком, аустралијски тенисер.[11]
- 1951 — Анатолиј Карпов, руски шахиста.[12]
- 1951 — Анатолиј Аркадјевич Турилов, руски историчар и академик, инострани члан састава Српске академије науке и уметности.[13]
- 1951 — Андонис Самарас, грчки политичар, премијер Грчке (2012—2015).[14]
- 1961 — Данијеле Масаро, италијански фудбалер.[15]
- 1966 — Звонко Пантовић Чипи, српски музичар, најпознатији као оснивач и фронтмен групе Освајачи.
- 1972 — Рубенс Барикело, италијански аутомобилиста, возач Формуле 1.[16]
- 1974 — Горан Јагодник, словеначки кошаркаш.[17]
- 1974 — Џул, америчка музичарка, глумица, продуценткиња, списатељица и песникиња.[18]
- 1975 — Михаило Јевтић, српски је глумац, писац и музичар. Глумио Мишу у филмовима "Жикина династија"[19]
- 1979 — Ардијан Ђокај, црногорски фудбалер.[20]
- 1980 — Теофанис Гекас, грчки фудбалер.[21]
- 1984 — Уго Алмеида, португалски фудбалер.[22]
- 1985 — Тејмураз Габашвили, руски тенисер.[23]
- 1986 — Борис Бакић, црногорски кошаркаш.[24]
- 1986 — Алекс Ренфро, америчко-босанскохерцеговачки кошаркаш.[25]
- 1988 — Петар Стругар, црногорско-српски глумац и ТВ водитељ.[26]
- 1989 — Џефери Тејлор, америчко-шведски кошаркаш.[27]
- 1991 — Лена Мајер-Ландрут, немачка певачица.[28]
- 1991 — Марко Шћеповић, српски фудбалер.[29]

## Смрти
- 1498 — Ђироламо Савонарола, италијански верски и политички реформатор. (рођ. 1452)[30]
- 1886 — Леополд фон Ранке, немачки историчар. (рођ. 1795)[31]
- 1906 — Хенрик Ибзен, норвешки драмски писац.[32]
- 1937 — Џон Рокфелер, амерички мултимилионер.[33]
- 1945 — Хајнрих Химлер, немачки војсковођа. (рођ. 1900)[34]

## Празници и дани сећања
- Српска православна црква слави:
  - Светог апостола Симона Зилота
  - Свете мученике Алфеја, Филаделфа и Кирина
  - Преподобну Исидору Јуродиву
  - Блажену Тајсу